# Caenopsylla janineae
Caenopsylla janineae är en loppart som beskrevs av Beaucournu et Gouat 1987. Caenopsylla janineae ingår i släktet Caenopsylla och familjen smågnagarloppor. Inga underarter finns listade i Catalogue of Life.